# Lwandle Migrant Labour Museum

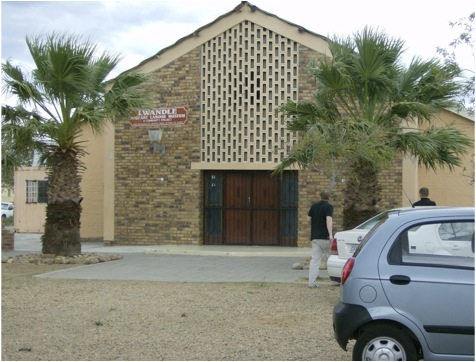
Museum in der ehemaligen Stadthalle

Das Lwandle Migrant Labour Museum in Lwandle bei Somerset West, Südafrika, wurde 2000 als Migrationsmuseum mit dem Ausstellungsschwerpunkt auf den Wanderarbeiterverhältnissen der Schwarzen zur Zeit der Apartheid eröffnet.
Die Township Lwandle mit ihren Hostels nach dem Muster des Compoundsystems zur Unterbringung lediger Wanderarbeiter für Betriebe in der Helderberg-Region, überwiegend in der Früchte- und Konservenverarbeitung, wurde 1958 gegründet. Das Museum erinnert auch an die Anwendung der Passgesetze, mit denen die Wanderarbeit menschenunwürdig kontrolliert und beeinflusst wurde. Die Hostels boten eine sehr einfache Unterbringung für sechs Männer je abgetrenntem Raum. Mit der Erleichterung des Zuzugs in den 1980ern wurden die Hostels noch mehr überfüllt. Nach der Demokratisierung und Aufhebung der Rassentrennung in Südafrika wurden diese Unterbringungsmöglichkeiten dann zunehmend für Familien genutzt. Die Weizen und Wein anbauenden Farmer der westlichen Kapregion nutzten Wanderarbeiter seit mindestens 1870. Anwerbungen gab es in den Gebieten der Ciskei, Transkei, Mosambiks und in Südwestafrika.
Im Jahr 2000 eröffnete das Museum im ehemaligen Gemeindehaus von Lwandle und später wurde das Hostel 33 als Ausstellungsraum hinzugenommen, um ein solches Hostel zu erhalten und der Öffentlichkeit zugänglich zu machen. Es wird an die qualvollen Bedingungen während des Apartheidregimes und der verfügbaren schwarzen Arbeitskräfte mit konstant niedrigen Löhnen in Südafrika erinnert. Auch die Umwandlung des Hostels 33 in Familienunterkünfte und die späteren Konflikte bei der Umwandlung in ein Museum werden thematisiert.

## Weiterführende Literatur
- Noëleen Murray, Leslie Witz: Hostels, Homes, Museum: Memorialising Migrant Labour Pasts in Lwandle, South Africa. In: Kronos, Nr. 42 (Nov. 2016) S. 250–252, University of the Western Cape, Cape Town 2016. ISSN 0259-0190[6]
- Noëleen Murray, Leslie Witz: Hostels, homes, museum: memorialising migrant labour pasts in Lwandle, South Africa. UCT Press, Cape Town 2014. ISBN 1-322-06312-5[7]
- Francis Wilson, Gottfried Wellmer, Ulrich Weyl, Harold Wolpe et al.: Wanderarbeit im Südlichen Afrika. Ein Reader. (issa - Wissenschaftliche Reihe 5) Informationsstelle Südliches Afrika, Bonn 1976